# Leopold Kostal
Leopold Kostal GmbH & Co. KG er en tysk producent af autoelektronik. De har hovedkvarter i Lüdenscheid.
De har 46 afdelinger i 20 lande og ca. 20.000 ansatte. De er underleverandører til bilindustri og solcelleindustri.
Kostal blev grundlagt i 1912 af Leopold Kostal som LK. I 1927 begyndte de at producere bilelektronik.